# Porta Asinaria

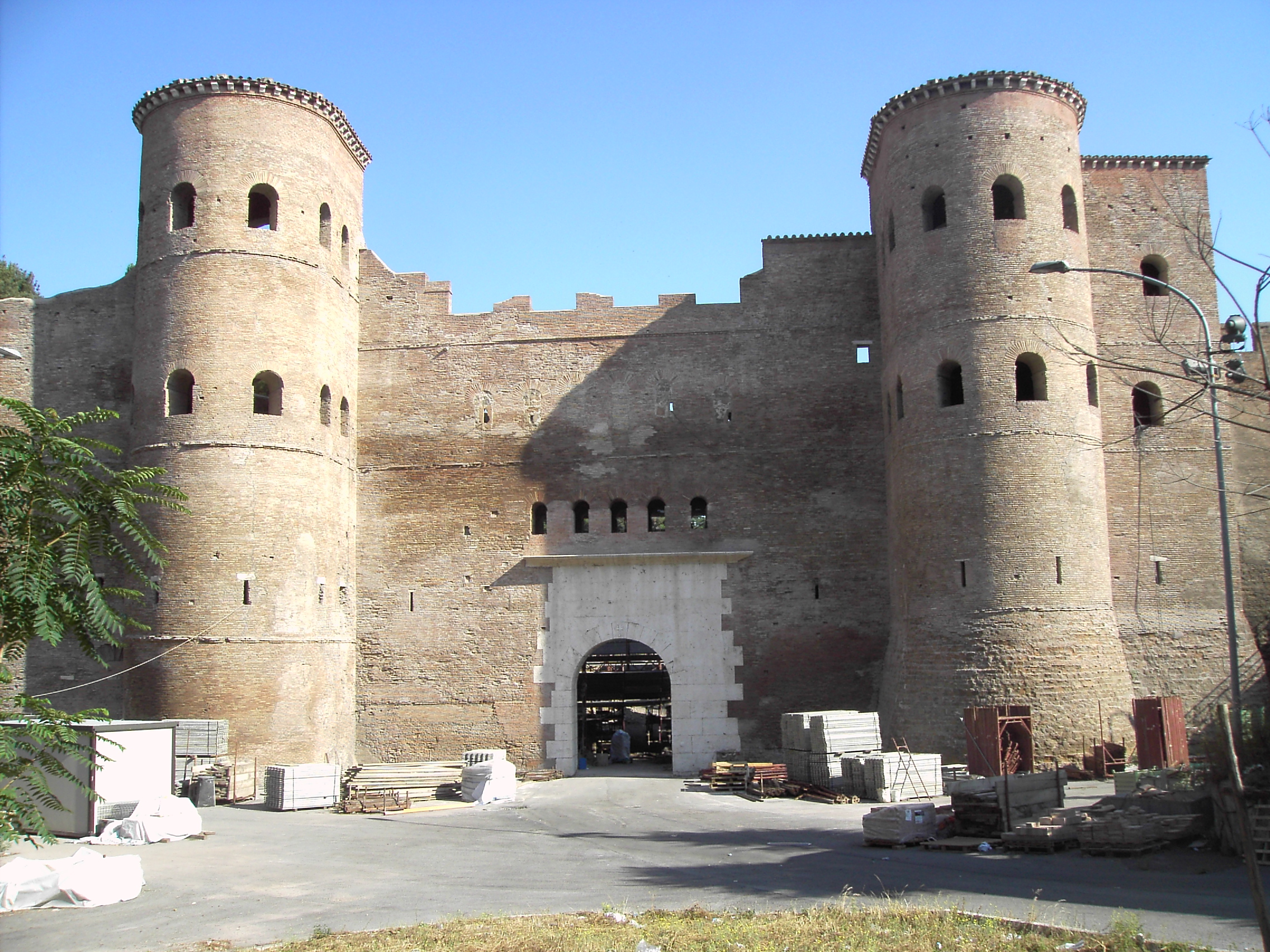
Fachada externa de la Porta Asinaria.

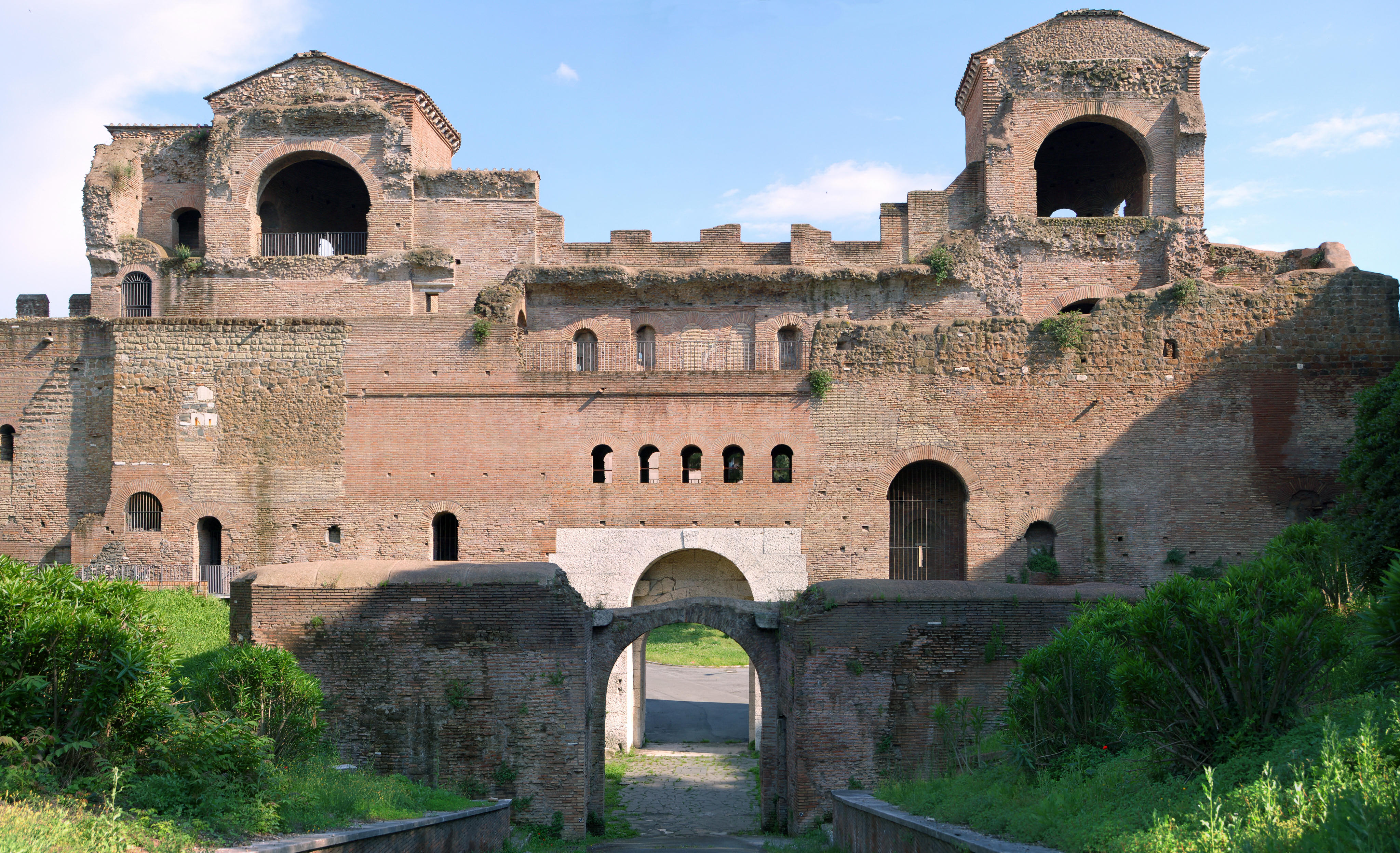
Fachada interna

La Porta Asinaria es una de las puertas de la Muralla Aureliana de Roma. Construida entre 270 y 273, al mismo tiempo que la muralla misma, llegado el siglo XVI se encontraba superada por la cantidad de tráfico que la cruzaba, por lo que fue reemplazada por la Porta San Giovanni.